# Bisseliches Mózes
Bisseliches Mózes (Brodi, Osztrák–Magyar Monarchia, 1878. december 29. – Givatajim, 1970) mérnök, újságíró.
A budapesti rabbiképző gimnáziuma és az egyetem elvégzése után gépészmérnök lett és vasárugyárat (Kőbányai Gép és Vasszerkezeti Üzem) létesített. Vasszerkezetű ipari épületeket épített, a második világháború után kitüntették a budapesti hidak újjáépítésében betöltött szerepéért. A magyarországi cionista mozgalom egyik legelső harcosa volt. Több ízben elnöke volt a Makkabeának és a Cionista Szövetségnek (negyvenes évek második felében), egy ideig szerkesztette a Zsidó Szemlét, melyben éveken keresztül élénk publicisztikai tevékenységet fejtett ki.